# Brdce, Vojnik
Brdce so naselje v Občini Vojnik.